# Катя Олєклаус
Катя Олєклаус (нім. Katja Oeljeklaus; нар. 10 лютого 1971) — колишня німецька тенісистка.
Найвищу одиночну позицію світового рейтингу — 98 місце досягла 2 грудня 1991, парну — 217 місце — 29 березня 1993 року.
Здобула 1 одиночний та 1 парний титул туру ITF.

## Фінали ITF
| турніри $50,000 |
| турніри $25,000 |
| турніри $10,000 |

### Одиночний розряд (1–5)
| Результат | Ранг | Дата          | Турнір                           | Покриття  | Суперниця       | Рахунок          |
| --------- | ---- | ------------- | -------------------------------- | --------- | --------------- | ---------------- |
| Поразка   | 1.   | 1 січня 1990  | ITF Бамберг, Західна Німеччина   | Килим (i) | Гайке Томс      | 5–7, 3–6         |
| Перемога  | 2.   | 4 червня 1990 | ITF Лісабон, Португалія          | Ґрунт     | Дезіре Лойпольд | 0–6, 6–2, 6–1    |
| Поразка   | 3.   | 30 липня 1990 | ITF Реда, Західна Німеччина      | Ґрунт     | Агнесе Густмане | 6–3, 4–6, 4–6    |
| Поразка   | 4.   | 1 липня 1991  | ITF Штутгарт, Німеччина          | Ґрунт     | Зільке Франкль  | 0–6, 5–7         |
| Поразка   | 5.   | 15 липня 1991 | ITF Карлові Вари, Чехословаччина | Ґрунт     | Зденька Малкова | 4–6, 6–2, 6–7(0) |
| Поразка   | 6.   | 26 липня 1993 | ITF Реда, Німеччина              | Ґрунт     | Ева Швіглерова  | 4–6, 4–6         |

### Парний розряд (1–2)
| Результат | Ранг | Дата           | Турнір                  | Покриття | Партнерка      | Суперниці                           | Рахунок       |
| --------- | ---- | -------------- | ----------------------- | -------- | -------------- | ----------------------------------- | ------------- |
| Поразка   | 1.   | 31 серпня 1992 | ITF Клагенфурт, Австрія | Ґрунт    | Гайке Томс     | Дениса Крайчовичова Яна Поспішилова | w/o           |
| Перемога  | 2.   | 26 липня 1993  | ITF Реда, Німеччина     | Ґрунт    | Петра Голубова | Габі Горенгель Амі ван Бюрен        | 7–5, 6–0      |
| Поразка   | 3.   | 3 квітня 1994  | ITF Мулен, Франція      | Ґрунт    | Анжелік Олів'є | Марія Ліндстрем Марія Страндлунд    | 6–3, 6–7, 0–6 |